# Lin Jiamei
Lin Jiamei ( 林佳楣 en chino, 林佳楣; pinyin, Lín Jiāméi; nació el 21 de junio de 1924) es la viuda del expresidente chino Li Xiannian. Fue la primera dama de la República Popular China de 1983 a 1988. 
Originaria de Danyang, Lin se graduó de Tong De Medical College en 1949. Hasta la década de 1980, ocupó cargos como pediatra en el Hospital Provincial de Hubei, vicepresidenta del Instituto de Salud de Mujeres y Niños de Wuhan, miembro del comité de la Comisión de Planificación Familiar del Consejo de Estado y jefa de la Oficina de Salud de Mujeres y Niños en Ministerio de Salud .  
Lin fue representante en el 4º, 5º y 6º Congreso Nacional del Pueblo. También fue miembro del comité en el 7 ° y 8 ° CPPCC, además de ser la jefa adjunta del 8 ° Comité del CPPCC para Ciencia, Educación, Cultura, Salud y Deportes.
A partir de 2015, según los informes, Lin se desempeña como presidenta de la Asociación China de Doctoras, así como asesora del Centro de Desarrollo de Niños de China.

## Primera dama
Lin, como otras primeras damas chinas, no aparecía a menudo en público, pero acompañaba a su esposo cuando se reunía con líderes extranjeros, tanto en Beijing como en el extranjero. Se hizo cercana con su contemporáneo, la primera dama de los Estados Unidos, Nancy Reagan . Lin acompañó a Li Xiannian a los Estados Unidos durante la primera visita oficial del líder de la República Popular China en julio de 1985.
Desde 1984, Lin se desempeñó como vicepresidente del Comité Médico de China, así como jefe de la oficina del Departamento de Mujeres y Niños del Ministerio de Salud .

## Vida personal
Lin era la segunda esposa de Li Xiannian . Juntos tuvieron dos hijas, Li Ziyang y Li Xiaolin, y un hijo, Li Ping. Lin también crio a la hija de Li de su primer matrimonio, Li Jin.